# Aleksandr Il'ič Egorov
Aleksandr Il'ič Egorov (in russo Александр Ильич Егоров?; Buzuluk, 13 ottobre 1883 – Mosca, 22 febbraio 1939) è stato un generale sovietico.
Fu anche Maresciallo dell'Unione Sovietica ed una delle vittime più illustri delle Grandi purghe.

## Origini e carriera
Nato in una famiglia contadina, si arruolò nell'Esercito imperiale russo nel 1901 e divenne ufficiale nel 1905. Durante la prima guerra mondiale raggiunse il grado di tenente colonnello, venendo ferito cinque volte. Nel 1914 entrò a far parte del Partito Socialista Rivoluzionario; quando i bolscevichi presero il potere accettò il nuovo governo ed entrò a far parte dell'Armata Rossa.
Durante la guerra civile russa fu a capo del fronte meridionale dell'Armata Rossa, risultando decisivo nella sconfitta dell'Armata Bianca in Ucraina. Nel 1920 fu uno dei comandanti sovietici attivi durante la guerra sovietico-polacca, a stretto contatto con Stalin e Semën Michajlovič Budënnyj.
Nel 1925-1926 venne inviato come consigliere militare in Cina. Nel 1927 divenne comandante del fronte bielorusso (probabilmente con il distretto militare bielorusso). Nel 1931 venne eletto commissario del popolo per la difesa (ministro della difesa) e capo di stato maggiore dell'Armata Rossa. Nel 1934 divenne candidato per il Comitato Centrale del PCUS.
Nel 1935, alla creazione del grado di Maresciallo dell'Unione Sovietica, fu uno dei primi cinque generali ad esserne insigniti.
Per aver collaborato in precedenza con Stalin e Budënnyj, Egorov pareva al sicuro dall'ondata di arresti che seguì l'inizio delle purghe staliniane del 1936; viene comunemente ritenuto uno dei giudici al processo di Tuchačevskij del giugno 1937, anche se il fatto che tale processo sia stato realmente celebrato è ancora dubbio. Venne arrestato nel febbraio del 1938 e giustiziato dopo poco secondo le fonti ufficiali, anche se fonti diverse indicano come data il 1941. La sua memoria venne riabilitata ufficialmente da Nikita Sergeevič Chruščëv durante la destalinizzazione.